# Bråtabrons naturreservat
Bråtabron är ett naturreservat i Ronneby kommun i Blekinge län.
Reservatet är skyddat sedan 2014 och omfattar 38 hektar, varav 7 land. Det omfattar ädellövskog kring två mindre sjöar, Norsjön och Östersjön.    